# Jozef Cíger-Hronský
Jozef Cíger-Hronský, właściwie Jozef Cíger (ur. 23 lutego 1896 w Zwoleniu zm. 13 lipca 1960 w Luján, w Argentynie) – słowacki pisarz, nauczyciel, malarz, redaktor, publicysta i autor literatury dla młodzieży.

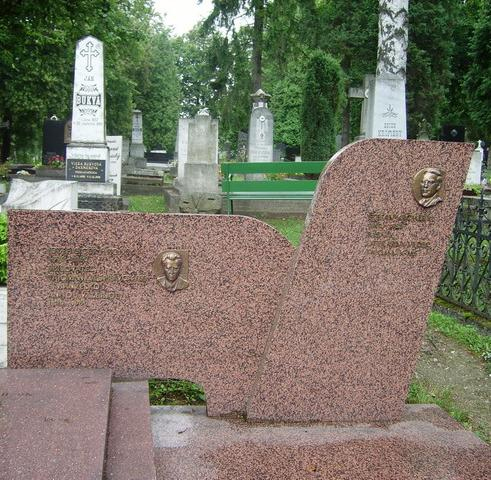
Grób Cigera-Hronskiego w Martinie